# Ozerne, Djankoi
Ozerne (în ucraineană Озерне) este un sat în comuna Roșciîne din raionul Djankoi, Republica Autonomă Crimeea, Ucraina.

## Demografie
Componența lingvistică a localității Ozerne
     Rusă (64,63%)
     Tătară crimeeană (24,39%)
     Ucraineană (10,98%)
Conform recensământului din 2001, majoritatea populației localității Ozerne era vorbitoare de rusă (64,63%), existând în minoritate și vorbitori de tătară crimeeană (24,39%) și ucraineană (10,98%).